# Общ емитер
Общ емитер е най-често използваната схема на свързване на биполярните транзистори като усилвателни елементи. При нея общ за входа и изхода електрод е емитерът: входният сигнал се подава между базата и емитера, а изходния се получава между колектора и емитера. Характеризира се с голям коефициент на усилване по мощност.
На схемата е даден практическият начин на свързване на един транзистор в схема общ емитер. Показани са и веригите за осигуряване на необходимата му работна точка. Следва да се отбележи, че по отношение на сигнала, V+ и масата са еквипотенциални (източника на постоянно напрежение трябва да има малко вътрешно съпротивление за сигнала). Кондензаторите са с достатъчно голям капацитет, за да имат пренебрежимо малко реактивно съпротивление за усилваните честоти.

## Предназначение на елементите
Предназначението на елементите в схемата е следното:
Cin, Cout – разделителни кондензатори. Използват се за разделяне на постояннотоковия режим на усилвателя от променливотоковия.
R1, R2, RE, RC – съпротовления, задаващи постояннотоковата работна точка на транзистора (усилвателния елемент).
CE – дава RE накъсо за сигнала, като така премахва ООВ по променлив ток (отрицателна обратна връзка) за сигнала, подаден за усилване, с което се възстановява усилването на стъпалото, а се запазва ООВ по постоянен ток, което от своя страна подобрява стабилността.

## Параметри на схемата
Входното съпротивление – средно голямо. Зависи от входното съпротивление на транзистора (четириполюсен параметър с индекс 11), R1, R2. То зависи и от товарното съпротивление RT (не е показано на схемата) върху което се отдава изходния сигнал.
Изходно съпротивление – средно голямо. Зависи от изходото съпротивление на транзистора (четириполюсен параметър с индекс 22), както и от останалите четириполюсни параметри, а също и от вътрешното съпротивление на източника на сигнал.
Коефициент на усилване по мощност – грубо може да се определи от отношението Kp=Ku.Ki, където Ku и Ki са съответно коефициент на предаване по напрежение и коефициент на усилване по ток.